# Jesús Gutiérrez (Venezuela)
Jesús José Gutiérrez González (c. 1976) es un vigilante venezolano que ha trabajado en el centro comercial Caribbean Center Mall (CCM) de Margarita, estado Nueva Esparta. En 2024 fue detenido y acusado de presuntamente sabotear el sistema eléctrico de la isla y al año siguiente fue sentenciado a ocho años de cárcel. Tanto Gutiérrez como su familia han rechazado las acusaciones.

## Detención
El 23 de junio de 2024 fue detenido y acusado de presuntamente sabotear el sistema eléctrico de la isla y de causar un apagón. Al momento del apagón, los margariteños ya habían denunciado cortes constantes de luz de hasta nueve horas diarias; después de fuertes lluvias y de inundaciones, se reportaron explosiones de transformadores. Al comienzo, el fiscal encargado del caso pidió que Gutiérrez se mantuviera en libertad mientras se realizaban las investigaciones acorde al principio de presunción de inocencia y fue liberado en su audiencia de presentación. Sin embargo, el Ministerio Público posteriormente revocó al fiscal y Jesús fue detenido nuevamente. Tanto él como sus familiares han rechazado las acusaciones, y su familia ha señalado que las interrupciones en el servicio eléctrico en Nueva Esparta son frecuentes y que la negligencia estatal es evidente.
El 28 de julio fue recluido en la cárcel de Tocorón, en el estado Aragua, junto a otros presos políticos detenidos después de las elecciones presidenciales de Venezuela el mismo año, y a finales de septiembre fue trasladado a la cárcel Hombre Nuevo Simón Bolívar, anteriormente la cárcel La Planta. A mediados de enero de 2025 fue sentenciado a ocho años de cárcel.
El 24 de enero, Gutiérrez manifestó apnea y dificultad para respirar, por lo que fue llevado a la enfermería de la cárcel. Ante la falta de información sobre su estado de salud, sus familiares acudieron a fuentes extraoficiales para conocer sobre su situación y diversas fuentes les informaron sobre su presunto fallecimiento. Sin embargo, en la mañana del 30 de enero recibieron una llamada del penal informando que todavía se encontraba vivo y colocando un audio de Jesús. El Comité por la Libertad de los Presos Políticos le pidió al Estado venezolano y a sus instituciones que ofrecieran información oportuna y transparente a los familiares sobre la situación de los presos políticos. Para entonces, a Gutiérrez se le había generado una eventración abdominal que requería una intervención quirúrgica.